# Luis Somaza
Luis Somaza es un político y economista venezolano. Militante del partido opositor Voluntad Popular, se ha desempeñado como concejal del municipio Baruta en Caracas, director del despacho de la alcaldía de Chacao, y director de atención al ciudadano del Centro de Gobierno de Juan Guaidó. El 12 de febrero de 2025 fue detenido en su casa por hombres sin identificación y fue sujeto a una desaparición forzada por 15 días. Posteriormente se confirmó que se encontraba recluido en El Helicoide, en Caracas.
Varias organizaciones de derechos humanos han descrito su detención como arbitraria y carente de debido proceso, y la Comisión Interamericana de Derechos Humanos (CIDH) emitió medidas cautelares a su favor.

## Carrera
Luis Somaza ha militado en el partido opositor Voluntad Popular, ha sido concejal del municipio Baruta en Caracas, y se ha desempeñado como director del despacho de la alcaldía de Chacao. Entre 2019 y 2023 se desempeñó como director de atención al ciudadano del Centro de Gobierno de Juan Guaidó.

## Detención
El 12 de febrero de 2025 cinco hombres vestidos de negro y sin identificación allanaron la casa de Luis Somaza y lo detuvieron. Los hombres robaron electrodomésticos, enseres, consolas de videojuegos, muebles, una laptop, y otras pertenencias, y hasta se comieron el pastel preparado para el cumpleaños de su hermano. Se presume los hombres eran agentes de la Dirección General de Contrainteligencia Militar (DGCIM). Su hermana denunció el hecho ante el Ministerio Público, y su familia pidió una fe de vida. El partido Voluntad Popular se uniió al rechazo de la aprehensión, exigiendo conocer su paradero, y el Comando Con Venezuela opositor exigió su liberación inmediata. Andrés Velásquez calificó su detención como un secuestro. Para el 10 de febrero, la ONG Foro Penal había documentado 1.194 presos políticos en el país.
El 14 de febrero, dos días después de la detención, el ministro de interior y justicia Diosdado Cabello confirmó su detención y lo acusó de administrar dinero de organizaciones no gubernamentales de los líderes opositores Juan Guaidó y Leopoldo López. A pesar de esto, las instituciones venezolanas negaron su detención por 15 días. Su hermana recorrió múltiples sitios de detención en Caracass, incluyendo el Palacio de Justicia y las dependencias del Servicio Bolivariano de Inteligencia (SEBIN), la Dirección General de Contrainteligencia Militar (DGCIM) y la Policía Nacional Bolivariana (PNB). En todos los lugares se le negó que su hermano estuviese detenido. Su paradero finalmente se confirmó por un defensor público, el número 74, quien confirmó que Somaza se encontraba recluido en El Helicoide. Los familiares y sus defensores han denunciado que no se conocen con claridad los cargos penales presentados en su contra, al igual que no se han presentado pruebas públicamente que los respalden.
El 4 de marzo, funcionarios de seguridad le entregaron a su familia la ropa sucia de Luis con sangre y pus. Su hermana reconoció que la ropa le pertenecía y le generó preocupación por ser un posible indicio de un nuevo episodio de hidradenitis supurativa, enfermedad que Luis padece y que se manifiesta con el debilitamiento del sistema inmunológico, lo que puede ser causado por el estrés hy las condiciones de detención. Para entonces se desconocía si estaba recibiendo atención médica.
Para el 22 de mayo, 100 días después de su detención, todavía se mantenía incomunicado y su familia no había podido verlo.  Varias organizaciones de derechos humanos han descrito su detención como arbitraria y carente de debido proceso. La lideresa de la oposición María Corina Machado denunció la detención al cumplirse los 100 días y retieró su compromiso con la liberación de los presos políticos en el país.
La Comisión Interamericana de Derechos Humanos (CIDH) emitió medidas cautelares en su favor, expresando "preocupación por su integridad física y condiciones de detención" y pidiéndole al Estado venezolano que adoptar medidas urgentes para proteger sus derechos fundamentales.

## Vida personal
Luis Somaza tiene una hermana y dos hijos que para 2025 tenían 5 y 7 años de edad. Luis padece de hidradenitis supurativa desde hace al menos, una enfermedad cutánea inmunológica sin cura que causa abscesos dolorosos y que pueden causar cáncer de piel de no tratarse adecuadamente. La última vez que presentó antes de su arresto un episodio de la enfermedad fue en julio de 2024, pero pudo ser controlado con un tratamiento regular. Tras su detención, la familia de Somaza ha expresado preocupación de que la enfermedad haya reaparecido. 